# Honington (Suffolk)
Koordinaten: 52° 20′ N, 0° 48′ O

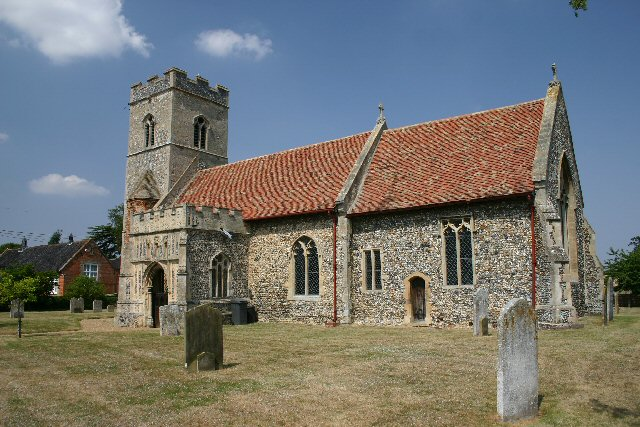
Church of All Saints

Honington ist ein Ort im Norden der Grafschaft Suffolk, der am Fluss Blackbourn liegt. Die Ortschaft befindet sich rund neun Meilen nördlich von Bury St Edmunds und liegt etwa 6,5 Meilen südöstlich von Thetford. Beim Census 2001 wurden 1247 Einwohner gezählt.
In der Nähe liegt der ehemalige Flugplatz der Royal Air Force RAF Honington, der am 3. Mai 1937 eröffnet wurde. Der militärische Flugbetrieb wurde 1994 eingestellt.

## Berühmte Einwohner
1766 wurde der Dichter Robert Bloomfield in Honington geboren.